# Partido Alianza Verde Popular
Partido Alianza Verde Popular (PAVP) es un partido político chileno fundado en noviembre de 2022. Durante su proceso de formación se anunció como el «primer partido animalista de Chile». Su inscripción fue acogida oficialmente por el Servicio Electoral (Servel) en agosto de 2023.

## Historia
El PAVP inició su trámite de legalización en diciembre de 2022, mientras que su extracto fue publicado en enero de 2023, quedando en estatus de «en formación» para reunir las firmas necesarias para su constitución. Una de las primeras voceras de la colectividad fue Patricia Hidalgo, exmilitante del Partido por la Democracia (PPD) y exseremi de Desarrollo Social de la Región Metropolitana durante el Gobierno de Gabriel Boric.
En su declaración de principios el partido se definió como ecologista y defensor de la sostenibilidad. También definió como objetivo principal el reforzamiento de la Ley sobre tenencia responsable de mascotas y animales de compañía, conocida como la «Ley Cholito».
En agosto de 2023, el Servel confirmó la constitución de la colectividad en las regiones de O'Higgins, Maule y Ñuble.
En las elecciones municipales de Chile de 2024 lograron ser electos 16 concejales (11 en la Región Metropolitana, 4 en O'Higgins y 1 en Ñuble).

## Directiva
La directiva central del partido está integrada por:
- Presidente: Carlos Pichuante Verdugo.
- Secretario general: Cristian Alday Saavedra.
- Tesorera: María Jesus Morales Acevedo.
- Primera Vicepresidenta: Vania Neculqueo Saavedra.
- Segundo Vicepresidente: Claudio Bravo Novoa.
- Vicepresidenta de Organización: Victoria Faúndez Carrasco.
- Vicepresidenta de Finanzas: Tiare Carrasco Carlier.

De igual forma, presenta un Tribunal Supremo compuesto por un presidente, un vicepresidente, una secretaria, y dos directores integrantes.

## Autoridades

### Concejales
Alianza Verde Popular tiene dieciséis concejales, quienes fueron elegidos en las elecciones municipales de 2024:
| Nombre                            | Comuna       | Región        |
| --------------------------------- | ------------ | ------------- |
| Josefina del Carmen Osorio Oviedo | Cerrillos    | Metropolitana |
| Nancy Nicul Lincoleo              | La Granja    | Metropolitana |
| Stephany Isabel Hurtado Panes     | La Pintana   | Metropolitana |
| Soledad Pérez Peña                | Macul        | Metropolitana |
| Pola Karin Montoya Videla         | Puente Alto  | Metropolitana |
| Ariel Enrique Espinoza Gallardo   | Puente Alto  | Metropolitana |
| Nicolas Alfonso Quiroz Venegas    | Quilicura    | Metropolitana |
| Daniela San Martín Pizarro        | Quilicura    | Metropolitana |
| Jaime Oscar López Muñoz           | San Bernardo | Metropolitana |
| Claudio Alfredo Tapia Diaz        | San Ramón    | Metropolitana |
| Claudia Andrea Ramírez Martínez   | Santiago     | Metropolitana |
| Valentina Paz Segovia Donoso      | Graneros     | O'Higgins     |
| Angelo Rivera Poblete             | Nancagua     | O'Higgins     |
| Romulo Adolfo Burgos Pissani      | Rancagua     | O'Higgins     |
| Juan Sebastian Muñoz Silva        | San Fernando | O'Higgins     |
| Cristian Luis Jara Garrido        | Chillán      | Ñuble         |

## Resultados electorales

### Elecciones municipales
|  | 1,43 % |

|  | 2,57 % |

### Elecciones de gobernadores
| Elección | Votos   | % de votos      | Escaños |
| -------- | ------- | --------------- | ------- |
| 2024     | 320 379 | \| \| 2,79 % \| | 0/16    |
|          | 2,79 %  |                 |         |

### Elecciones de consejeros regionales
| Elección | Votos   | % de votos      | Escaños |
| -------- | ------- | --------------- | ------- |
| 2024     | 207 129 | \| \| 2,13 % \| | 0/302   |
|          | 2,13 %  |                 |         |